# Ewald Meltzer
Ewald Meltzer (* 11. August 1869 in Auerbach/Vogtl.; † 30. Januar 1940 in Herrnhut) war ein deutscher Mediziner.

## Leben
Ewald Meltzer studierte in Jena Medizin. Während seines Studiums wurde er 1889 Mitglied der Burschenschaft Teutonia Jena. Als Zuchthausarzt in Waldheim trat er für die Sicherungsverwahrung von „unverbesserlichen Berufsverbrechern“ ein. Später leitete fast 30 Jahre lang den Katharinenhof in Großhennersdorf bei Löbau, eine Erziehungsanstalt für etwa 250 Kinder (von denen nur 25 die Aktion T4 überlebten).
In seiner Schrift „Das Problem der Abkürzung lebensunwerten Lebens“, der wohl eindringlichsten Widerlegung der Schrift „Die Freigabe der Vernichtung lebensunwerten Lebens“ von Karl Binding und Alfred Hoche (1920), kam Meltzer 1925 zu dem Urteil: „Der Vorschlag der Tötung von geistig Behinderten, und seien sie auch noch so schwer behindert, ist aus rechtlichen und ethischen Gründen abzulehnen.“ Im Vorfeld dieser Abhandlung führte Meltzer 1920 eine standardisierte Befragung unter den Eltern der ihm anvertrauten Heimkinder durch. Die Eltern wurden dabei als Erstes gefragt: „Würden Sie auf jeden Fall in eine schmerzlose Abkürzung des Lebens Ihres Kindes einwilligen, nachdem durch Sachverständige festgestellt ist, dass es unheilbar blöd ist?“ Das für ihn überraschende Ergebnis der Umfrage veröffentlichte Meltzer 1925 in der genannten Schrift. 73 % der Befragten hatten auf die erste Frage des Fragebogens mit 'Ja' geantwortet. Den Organisatoren und für die Aktion T4 Verantwortlichen diente Meltzers Umfrageergebnis als Legitimationsgrundlage für die staatlich angeordneten 'Euthanasie'-Morde.
Meltzer selbst war Gegner der Euthanasie. Allerdings drückte er sich in späteren Vorträgen und Schriften, wie viele Euthanasiekritiker, in der Dialektik der Befürworter aus, so schrieb er beispielsweise: „Die Gefahr der Überschwemmung unseres Kulturlebens mit minderwertigen Menschen muß uns zu Gegenmaßnahmen anregen.“, wobei er allerdings lediglich die Sterilisation meinte.  1931 schrieb er in der Zeitschrift für die Behandlung Anomaler: „Der normalbegabte Teil des Volkes muß sich ... in Abwehrfront gegen die Minusvariante stellen.“
Im Katharinenhof arbeitete Meltzer zuletzt in seinem Ruhestand.
Nach Ewald Meltzer ist die dem Katharinenhof nachfolgende Einrichtung für Menschen mit Behinderung Ewald-Meltzer-Heim in Herrnhut (Ortsteil Großhennersdorf) benannt.

## Veröffentlichungen (Auswahl)
- Das Problem der Abkürzung „lebensunwerten“ Lebens, Halle a. S.: C. Marhold, 1925
- Der Katharinenhof, Großhennersdorf: Verl. d. Meltzerstiftung, 1923
- Leitfaden der Schwachsinnigen- und Blödenpflege, Halle a. S.: C. Marhold, 1914
- als Hrsg. mit Adolf Dannemann, Georg Gnerlich, August Hentze, H. Schoberl, Erich Stern: Enzyklopädisches Handbuch der Heilpädagogik. 2 Bände, Halle an der Saale 1934.